# Piercefield
Piercefield es un pueblo ubicado en el condado de St. Lawrence en el estado estadounidense de Nueva York. En el año 2000 tenía una población de 305 habitantes y una densidad poblacional de 1 personas por km².

## Geografía
Piercefield se encuentra ubicado en las coordenadas 44°13′56″N 74°34′35″O / 44.23222, -74.57639.

## Demografía
Según la Oficina del Censo en 2000 los ingresos medios por hogar en la localidad eran de $34,643, y los ingresos medios por familia eran $36,250. Los hombres tenían unos ingresos medios de $24,583 frente a los $27,083 para las mujeres. La renta per cápita para la localidad era de $16,635. Alrededor del 8.3% de la población estaban por debajo del umbral de pobreza.